# Ducado de Galisteo
El ducado de Galisteo es un título nobiliario español, creado el 6 de septiembre de 1871 por el rey Amadeo I a favor de María de la Asunción Fitz-James Stuart y Portocarrero, xx marquesa de la Bañeza, duquesa viuda de Tamames.
El título de duque de Galisteo, se otorgó como nueva creación, en 1870, por el regente, general Francisco Serrano, duque de la Torre, y el Real Decreto lo firmó Amadeo I en 1871, siendo este el título actualmente en vigor, aunque ya había sido creado anteriormente en 1451, por Juan II de Castilla.
Su denominación hace referencia a la localidad de Galisteo, (Cáceres).

## Antecedentes históricos
- El Ducado de Galisteo, se había creado anteriormente en 3 de enero de 1451, por el rey de Castilla Juan II, con carácter personal, a favor de Gabriel Manrique, (Gabriel Fernández Manrique de Lara), i conde de Osorno.

Gabriel Manrique era hijo de Garci IV Fernández Manrique de Lara, i conde de Castañeda y de Aldonza de Castilla, su mujer, señora de Aguilar y de Castañeda, hija de Juan Téllez, perteneciente a la casa Real de Castilla.
- Se reconoce, tácitamente, como II duque de Galisteo a García Manrique, vii conde de Osorno, al ser nombrado así en una cédula de Felipe IV, en 1631.

## Duques de Galisteo
|                                  | Titular                                                                                  | Periodo                          |
| Creación por Juan II de Castilla | Creación por Juan II de Castilla                                                         | Creación por Juan II de Castilla |
| -------------------------------- | ---------------------------------------------------------------------------------------- | -------------------------------- |
| i                                | Gabriel Fernández Manrique de Lara                                                       | 1451-1482                        |
| ii                               | García Manrique Fernández Zapata de Mendoza                                              | 1631- 1642                       |
| iii                              | Ana Apolonia Manrique de Lara y Luna                                                     | 1642 -1669                       |
| iv                               | Antonio Álvarez de Toledo y Enríquez de Ribera Mendoza y Álvarez de Toledo               | 1669-1690                        |
| v                                | Antonio Martín de Toledo y Guzmán, Fernández de Velasco y Dávila                         | 1690 - 1711                      |
| vi                               | Francisco Álvarez de Toledo y Silva, Enríquez de Ribera y Mendoza                        | 1711 -1739                       |
| vii                              | María Teresa Álvarez de Toledo y Haro                                                    | 1739-1755                        |
| viii                             | Fernando de Silva y Álvarez de Toledo                                                    | 1755-1778                        |
| ix                               | María del Pilar Teresa Cayetana de Silva y Álvarez de Toledo y Silva-Bazán               | 1778 - 1802                      |
| x                                | Carlos Miguel Fitz-James Stuart y Silva, Fernández de Hijar, Stolberg-Gedern y Palafox   | 1802 - 1835                      |
| Creación por Amadeo I            |                                                                                          |                                  |
| i                                | María de la Asunción Rosalía Fitz-James Stuart y Portocarrero, Ventimiglia y Kirkpatrick | 1871 - 1927                      |
| ii                               | José María Mesía del Barco y Fitz-James Stuart Gayoso de los Cobos y Portocarrero        | 1927 - 1951                      |
| iii                              | Fernando María Mesía del Barco y Fitz-James Stuart, Gayoso de los Cobos y Portocarrero   | 1933 - 1948                      |
| iv                               | Juan María Mesía del Barco y Lesseps, Fitz-James Stuart y Antard de Bragard              | 1951 - 1970                      |
| v                                | José Luis Mesía del Barco y Figueroa, Lesseps y Pérez de Guzmán el Bueno                 | 1970-2017                        |
| vi                               | Juan José Mesía y Medina                                                                 | 2017-actualidad                  |

## Historia de los duques de Galisteo

### Primera creación
- Gabriel Fernández Manrique (m.  1482), i duque de Galisteo, i conde de Osorno.

Casó, en 1432 (anulado en 1451), con Mencía Dávalos, hija de Rui López Dávalos, i conde de Ribadeo, y de su segunda esposa Elvira de Guevara. Sin descendientes que sobrevivieran. Casó en segundas nupcias, en 1452, con Aldonza de Vivero y Guzmán, hija de Alonso Pérez de Vivero, señor de la casa de Villajuan, de Vivero y de Altamira, y de Inés de Guzmán, i duquesa de Villalba.
- García Manrique, ii duque de Galisteo, vii conde de Osorno.

Casó con Ana María de la Cerda, hija de Bernardo Manrique de Lara, v marqués de Aguilar de Campóo, y de Ana de la Cerda y Aragón, de la casa ducal de Medinaceli. Le sucedió su hija:
- Ana Apolonia Manrique de Lara (m. Madrid, 21 de marzo de 1669), iii duquesa de Galisteo, viii condesa de Osorno, v condesa de Morata de Jalón.

Casó con Baltasar de Ribera Barroso, conde de Navalmora, iii marqués de Malpica. Sin sucesores.
- Antonio Álvarez de Toledo y Beaumont Enríquez (1623-1690), iv duque de Galisteo, vii duque de Alba, iv duque de Huéscar, ix conde de Osorno etc. Le sucedió, en este ducado, su nieto:

- Antonio Martín de Toledo y Guzmán (1669-1711), v duque de Galisteo, ix duque de Alba, x conde de Osorno, etc, Sin descendientes que sobrevivieran. Le sucedió su tío carnal:

- Francisco de Toledo y Silva (Francisco Álvarez de Toledo y Beaumont Enríquez), (1662-1739), vi duque de Galisteo, x duque de Alba, vii duque de Huéscar, xi conde de Osorno, etc. Le sucedió:

- María Teresa Álvarez de Toledo Beaumont Portocarrero (1691-1755), vii duquesa de Galisteo, xi duquesa de Alba, VIII duquesa de Huéscar, xii condesa de Osorno etc.. Le sucedió :

- Fernando de Silva Mendoza y Toledo (1714-1778), viii duque de Galisteo, xii duque de Alba, v duque de Montoro, etc. Le sucedió su nieta:

- María del Pilar Teresa Cayetana de Silva y Álvarez de Toledo, ix duquesa de Galisteo, xiii duquesa de Alba, vi duquesa de Montoro etc. Sin descendientes. Le sucedió:

- Carlos Miguel Stuart Fitz-James y Silva (1794-1835), x duque de Galisteo, xiv duque de Alba, vii duque de Berwick, vii duque de Montoro, etc. Último duque de Galisteo de esta primera creación, ya que su hijo y sucesor, Jacobo Luis Fitz-James Stuart y Ventimiglia, xv duque de Alba, viii duque de Berwick etc. no sacó la real carta de sucesión, por lo que el título fue declarado libre, y se concedió a la hija de este, María de la Asunción Fitz-James Stuart y Portocarrero.[c]

### Segunda creación
- María de la Asunción Fitz-James Stuart y Portocarrero (n. en 1851), i duquesa de Galisteo, título concedido como nueva creación por el regente, General Serrano,Duque de la Torre, en 1870, y confirmado por Real Decreto por el rey de España Amadeo de Saboya el 6 de septiembre de 1871.

Casó con José Mesía del Barco y Gayoso de los Cobos, iv duque de Tamames, x marqués de Campollano. Le sucedió su hijo:
- José María Mesía del Barco y Fitz-James Stuart (n. en 1879), ii duque de Galisteo, v duque de Tamames, xxi marqués de la Bañeza, xi marqués de Campollano, xxi vizconde de Palacios de la Valduerna.

Casó con María Fernández Verguiz. Sin descendientes. Le sucedió su hermano:
- Fernando Mesía del Barco y Fitz-James Stuart (N. en 1881), "iii duque de Galisteo", "vi duque de Tamames", xxii marqués de la Bañeza, xii marqués de Campollano, xii conde de Mora, xxii vizconde de Palacios de la Valduerna. (Al suceder los títulos nobiliarios en plena república y antes de que fueran restituidos por el General Franco, es considerado extraoficialmente como III duque, pero no llegó a ser reconocido por el Estado)

Casó con Marie Solange de Lesseps. Le sucedió su hijo:
- Juan María Mesía del Barco y Lesseps (1917-1970), iii duque de Galisteo, vi duque de Tamames, xxiii marqués de la Bañeza, xiii marqués de Campollano, xiii conde de Mora, xxiii vizconde de Palacios de la Valduerna.

Casó en primeras nupcias con Isabel de Figueroa y Pérez de Guzmán el Bueno y en segundas con Marta del Carril y Aldao. Le sucedió, de su primer matrimonio, su hijo:
- José Luis Mesía del Barco y Figueroa (1941-2018), iv duque de Galisteo, vii duque de Tamames, xiv conde de Mora.

Casó con María de los Ángeles de Medina y Soriano. Le sucede por cesión del título en 2017 el hijo de ambos:
- Juan José Mesía y Medina (n. en 1967), v duque de Galisteo, xiv marqués de Campollano.